# 全面啟動
是一部於2010年上映的美國科幻動作驚悚片，由美國華納兄弟發行，克里斯多福·諾蘭身兼編劇和導演，由李奧納多·狄卡皮歐、席尼·墨菲、渡邊謙、瑪莉詠·柯蒂亞、喬瑟夫·高登-拉維特、湯姆·哈迪、艾倫·佩姬以及米高·肯恩等主演。故事講述能夠潛入他人夢境竊取商業機密的盜夢者柯布與搭擋亞瑟，奉命執行讓指定企業瓦解的任務，但是柯布對已故妻子茉兒的思念，反讓事情出現意想不到的變化。
電影2010年7月16日起在全美上映，同期分為普通版及IMAX版本上映，這部電影獲得廣泛好評，視覺特效、配樂、剪輯、敘事、主題、拍攝手法、演員的表現獲得評論家的青睞。

## 劇情
唐姆·柯布是一名「盜夢者」，他與搭檔亞瑟利用潛意識進入別人的夢境中竊取商業機密，在一次任務中，柯布與亞瑟入侵一名日本國際企業老闆齋藤的夢境意識，但柯布的已故妻子茉兒於夢中出現使任務失敗，齋藤事後透露自己是有意讓他們潛入以考驗二人技術，並安排了一個任務給予他們。齋藤的商業對手莫瑞斯·費雪病篤，因此打算透過植入意識使莫瑞斯的兒子兼繼承人羅勃瓦解其家族企業，並保證任務成功後可撤銷柯布背負的謀殺罪名讓他返回美國與子女團聚。柯布接受了任務後著手組織了任務團隊，来到茉兒的父亲迈尔斯任教的大学，透过他找來的建築學学生亞麗雅德成為建造夢境的「造夢者」，之后找来能在夢境中易容的「僞裝者」伊姆斯、配製鎮定劑讓多層夢境穩定的「藥劑師」尤瑟夫，搭檔亞瑟担当「前哨者」，齋藤為核實夢境成果以「旅人」加入團隊。
由於這是亞麗雅德首次接觸夢境的構造，柯布與亞瑟協助她設計夢境迷宮，解釋夢中的物體和人物都是做夢者的思想投影，夢境愈深入，時間流逝就愈慢，如何創造幾何學悖論，也說明参與共同夢境的人利用一個「自動夢素靜脈注射器」建立夢境連接：在夢中受傷會感到真實的疼痛，死亡會使做夢者從該夢境中醒來；盗夢者常會使用自製的小物件「圖騰（totem）」以分辨夢境或現實；夢中人能透過在上一層夢境使用入睡抽動（kick）喚醒。亞麗雅德也發現柯布因對妻子之死懷有强烈的罪咎感，而不由自主地讓茉兒的意識在夢中出現，並任由她干擾夢境。

彭羅斯階梯在電影中作為一個可以在夢境中創造不可能物體的例子

眾人獲悉莫瑞斯在悉尼去世，羅勃扶灵柩回洛杉磯。在設計讓羅勃登上齋藤安排好的飛機和喝下鎮靜劑而睡著後，眾人進入尤瑟夫的第一層夢境「下雨城市」並綁架了羅勃。在此層夢境有2大目的：1）開啟父子關係話題，让羅勃察覺不能跟隨其父的腳步而活；2）盡量挖掘線索，以便之後創造更能令羅勃相信的夢境。但羅勃的潛意識投射出武裝部隊向眾人攻擊並重伤了齋藤，伊姆斯企图殺死齋藤讓他脫離夢境，但柯布與尤瑟夫說明由於鎮靜劑的效果太強大而無法從夢境中直接醒來；在夢中死亡的话將掉進在夢境中時間永無止境的「混沌域」（Limbo）。伊姆斯化成羅勃的教父假装也被绑架，套取了羅勃和父親臨死前的交流，得知莫瑞斯對羅勃深感失望，眾人决定由此入手植入父亲希望儿子解散公司的想法，除了第一層的造夢者尤瑟夫外，其他成員進入亞瑟的第二層夢境「酒店」。
在第二層夢境的主要目的是：1）向羅勃植入自己能獨立的想法；2）破壞羅勃與教父之間的關係，從而提升羅勃與莫瑞斯的正面情感。柯布向羅勃騙說他們是其內心潜意識的保護人，這場綁架由其教父策劃，與莫瑞斯留下的一個保險箱有關。為對抗羅勃受過保護潛意識的訓練，柯布向羅勃坦白在酒店的一切情景乃是夢境，但訛稱是其教父設下的詭計，從而說服羅勃進入其下一層夢境，查看教父的潛意識中該保險箱的内容。實際上是利用坦白和謊言，更能讓他們入侵羅勃的潛意識，引領他進入以伊姆斯為造夢者的第三層夢境「雪山堡壘」。
於第一層夢境中，尤瑟夫為躲避追捕而把載著眾人的車子駛出橋樑下墜，產生入睡抽動，同時使第二層夢境出現無重狀態和第三層夢境出現雪崩。第二層夢境中的亞瑟準備引爆升降機造出失重感，以达到同步的入睡抽動；於第三層夢境中的眾人也必须在夢境完結前完成任務。
齋藤不久后因在第一層夢境中受傷過重不支昏迷，羅勃到達堡壘內準備打開保險大門時被茉兒擊斃，柯布與亞麗雅德決定進入混沌域尋找齋藤和羅勃，留下伊姆斯以炸毀堡壘作為入睡抽動。於混沌域中，柯布向亞麗雅德解釋他曾把妻子帶進此空間，二人以記憶構建了世界並度過了五十年的幸福時光。但茉兒開始將夢境與現實混淆，甘於把自己的圖騰鎖於潛意識深處的保險箱內。為使妻子願意返回現實，柯布在保險箱中找到並轉動她的圖騰（轉動中的陀螺是茉兒確認夢境的图腾），從而在茉兒腦中植入了「自身依然身處夢境，只有透過死亡才是出路」的想法。因此，茉兒在二人夢醒後仍以為身在夢中，她在柯布眼前跳樓自殺，柯布背負謀殺罪名並遺下子女流亡海外，這也是他了解意識植入有可能實現的原因。亞麗雅德尋獲羅勃後將他推離陽台，羅勃回到第三層夢境後打開父親的保險箱，得知父親失望的原因在於兒子嘗試走上同一條路，意指自己不必為家族事業而活著。由此，該意念已經成功植入羅勃腦中。隨後，除柯布和齋藤外，眾人透過同步入睡抽動成功離開夢境，柯布也花了五十年於混沌域中尋獲年老的齋藤，並使他憶及二人當初之約定而脫離混沌域。
後來，柯布發現自己在客機上醒来，團隊各人和羅勃均已醒來。此時齋藤撥打了一通電話後，讓柯布成功通過海關入境回到美國的家，當柯布準備使用「圖騰」驗證自己身處夢境或現實時，在辨識出真相前已经与自己的兒女幸福相擁。

## 演員

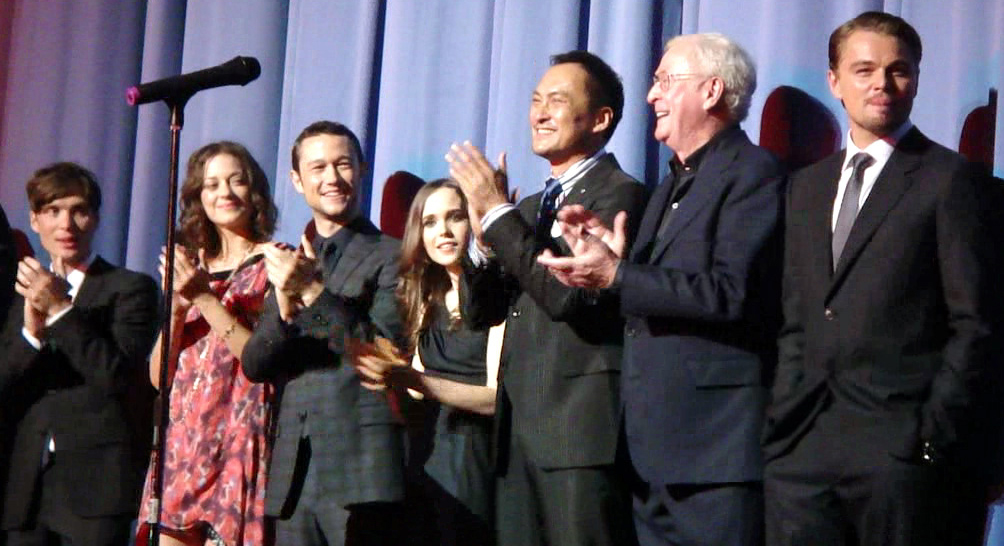
演員於2010年7月出席首映禮（由左至右：席尼·墨菲、瑪莉安·歌迪雅、喬瑟夫·高登·拉維特、艾倫·佩姬、渡邊謙、米高·肯恩及李奧納多·狄卡皮歐）

- 李奧納多·狄卡皮歐：飾「盜夢者」－唐姆·柯布
- 渡邊謙：飾「旅人」－齋藤
- 喬瑟夫·高登·拉維特：飾「前哨者」－亞瑟
- 瑪莉詠·柯蒂亞：飾「魅影」－茉兒
- 艾倫·佩姬：飾「造夢者」－亞麗雅德
- 湯姆·哈迪：飾「偽裝者」－伊姆斯
- 席尼·墨菲：飾「標記」－羅勃·費雪
- 迪利普·李奧（英语：Dileep Rao）：飾「藥劑師」－尤瑟夫
- 湯姆·貝林傑：飾 「教父」彼得·布朗寧
- 米高·肯恩：飾 史蒂芬·邁爾斯，茉兒的父亲
- 彼得·普斯特李威：飾 莫瑞斯·費雪

## 製作

### 源起
電影《潛行凶間》源自於導演克里斯多福·諾蘭的發想，基於一個關於「藉由分享夢境空間探索人的想法－進入夢境且分享夢。賦予你能力進入某人的潛意識，將會如何運用且濫用？」的概念。此外，他認為「能夠從某人的大腦截取資訊是最明顯的運用，顯而易見地就如同任何其他系統像電腦或生物媒介，無論如何——想法存在於心靈之外——它們全都可以偷取……話至前提我必須說，從某人的腦袋確切地偷走某事的想法是不可能辦到的。但又如何，對我而言像這種科技是一種吸引人的濫用或誤用。」諾蘭編寫本片劇本時靈感來自豪爾赫·路易斯·博爾赫斯的著作，並且被認為受到日本已故動畫大師今敏2006年的《盜夢偵探》影響。
諾蘭在他16歲大曾想過這些概念，當陷入一個淺睡眠想知道要如何醒來，然後在夢裡保持著意識，類似一種清醒夢。他還意識在夢裡他可以熟知該地，並且改變夢境事件。他說「我試著著手於把操作和管理夢境成為一種人皆可行的技能。劇本確實從這些想法改編而來，相當基本的經驗和概念，且這會帶領你到何方？唯一較具科幻的概念，真的，是電影當中存在的一種技術，允許您進入並與其他人共享相同的夢境。」哈佛大學夢境學者芭瑞特（Deirdre Barrett）指出關於夢境部分諾蘭並非完全地正確，但電影實際若非傾向不合邏輯、天馬行空且無章法的情節，那也就拍不出一部好看的驚悚片。「但大部分的觀念是正確的」她說，並引用電影場景中，睡著的李奧納多被推進裝滿水的浴缸，而在夢境中的他開始感受到場景的窗戶灌入大量的水使他醒來。「外在的刺激會結合夢境內容，且感知受到侵入後時常會馬上警醒。」

### 音乐

#### 曲目列表
所有曲目由漢斯·季默作词与作曲。
| Inception: Music from the Motion Picture | Inception: Music from the Motion Picture  | Inception: Music from the Motion Picture |
| 曲序                                     | 曲目                                      | 时长                                     |
| ---------------------------------------- | ----------------------------------------- | ---------------------------------------- |
| 1.                                       | Half Remembered Dream                     | 1:12                                     |
| 2.                                       | We Built Our Own World                    | 1:55                                     |
| 3.                                       | Dream Is Collapsing                       | 2:28                                     |
| 4.                                       | Radical Notion                            | 3:43                                     |
| 5.                                       | Old Souls                                 | 7:44                                     |
| 6.                                       | 528491                                    | 2:23                                     |
| 7.                                       | Mombasa                                   | 4:54                                     |
| 8.                                       | One Simple Idea                           | 2:28                                     |
| 9.                                       | Dream Within a Dream                      | 5:04                                     |
| 10.                                      | Waiting for a Train                       | 9:30                                     |
| 11.                                      | Paradox                                   | 3:25                                     |
| 12.                                      | Time                                      | 4:35                                     |
| 13.                                      | Projections (Bonus Track)                 | 7:04                                     |
| 14.                                      | Don't Think About Elephants (Bonus Track) | 5:35                                     |

## 發行

### 評價
爛番茄新鮮度86%，基於331條評論，平均分為8.1/10，而在Metacritic上得到74分，收穫普遍好評。據CinemaScore調查，觀眾的平均評價於A+至F間落於「B+」。

### 票房
電影在2010年7月8日於英國倫敦萊斯特廣場舉行了全球首映，接著於7月16日在美國的傳統及IMAX劇院發布。在美國及加拿大，電影在3,792個傳統劇院和195個IMAX劇院中發布電影。《全面啟動》在7月16日的首映當天共收穫了2,180萬美元，該週總計6,270萬美元。
在美國及加拿大共收穫了2.92億美元，而在英國、愛爾蘭和馬耳他為5,600萬美元，其他國家票房收4.75億美元，全球總計8.37億美元。該電影成為2010年，在北美票房第4高的電影，位於《玩具總動員3》、《魔境夢遊》和《哈利波特：死神的聖物Ⅰ》之後。該部電影是克里斯多福·諾蘭電影票房第3高的電影，僅次於《黑暗騎士》與《黑暗騎士：黎明昇起》。《全面啟動》也是李奧納多·狄卡皮歐生涯票房第2高的電影作品，只輸給《鐵達尼號》。
台灣方面，最終全台票房為新台幣2.88億元。

## 軼聞
- 片中於提示下層夢境主導者準備衝擊（Kick）時所播放的音樂為法國非常具代表性的女歌手愛迪·琵雅芙所演唱的《Non, Je ne regrette rien》。而在其傳記電影《玫瑰人生》中飾演琵雅芙的演員即本片中飾演小梅的瑪莉詠·柯蒂亞。

- 瑪莉詠·柯蒂亞在第80屆奧斯卡金像獎最佳女主角獎獎項中，以《玫瑰人生》中愛迪·琵雅芙一角擊敗艾倫·佩姬於《鴻孕當頭》飾演的朱諾，奪得后冠，兩人於這部戲共同合作。

- 如果將片中主要人物的開頭姓名字母拼在一起（Dom、Robert、Eames、Arthur、Mal、Saito），會發現是和主題呼應的單字“梦”（Dreams）。

- 故事结尾在陀螺仍没停止时进入象徵電影結束的演職人員表（英语：Closing credits），以開放式結局收尾，留給觀眾想象的空間。有观众根据演员名单中有两对小演员分别饰演不同年龄的柯布儿女，柯布只有在梦境中才会戴戒指，和陀螺最后不稳定的躁动声响，认为陀螺最终会停下，故事是完美结局[27]。另外，迈克尔·凯恩也事后提到他对结局的理解，说他在场的话就是现实，他从来没在梦境中，他是创造梦想的人。[28]

## 榮譽
| 頒獎典禮           | 獎項           | 名字                                                         | 結果 |
| ------------------ | -------------- | ------------------------------------------------------------ | ---- |
| 第83届奥斯卡金像奖 | 最佳音效剪辑奖 | Richard King                                                 | 獲獎 |
| 第83届奥斯卡金像奖 | 最佳混音奖     | Lora Hirschberg, Gary Rizzo and Ed Novick                    | 獲獎 |
| 第83届奥斯卡金像奖 | 最佳摄影奖     | 瓦利·費思特                                                  | 獲獎 |
| 第83届奥斯卡金像奖 | 最佳视觉效果奖 | Paul Franklin, Chris Corbould, Andrew Lockley and Peter Bebb | 獲獎 |

## 外部連結
- 官方网站
- 互联网电影数据库（IMDb）上《全面啟動》的资料（英文）
- AllMovie上《全面啟動》的资料（英文）
- 爛番茄上《全面啟動》的資料（英文）
- Metacritic上《全面啟動》的資料（英文）
- Box Office Mojo上《全面啟動》的資料（英文）
- 開眼電影網上《全面啟動》的資料（繁體中文）
- 时光网上《全面啟動》的資料（简体中文）
- 豆瓣电影上《全面啟動》的資料 （简体中文）